# Cat River
Cat River är ett vattendrag i Kanada.   Det ligger i provinsen Ontario, i den sydöstra delen av landet, 1 300 km nordväst om huvudstaden Ottawa.
I omgivningarna runt Cat River växer i huvudsak barrskog. Trakten runt Cat River är nära nog obefolkad, med mindre än två invånare per kvadratkilometer.